# San Martín de Veri
San Martín de Veri es una localidad española perteneciente al municipio de Bisaurri, en la Ribagorza, provincia de Huesca, Aragón. Su lengua propia era el patués.
En sus cercanías, a 1235 m s. n. m. es donde brotan las aguas del manantial de Veri, cuya planta embotelladora se encuentra en Bisaurri.

## Patrimonio
- Iglesia de San Martín, construida en el siglo XVI[1] aunque existió un templo del siglo XII previamente, aun visible en la parte baja de los muros y un arco dovelado, mientras que el acceso se encuentra cubierto por un pórtico. En origen tuvo una intención añadida  como era la defensiva ya que en el cuerpo la torre y en especial en el tramo de las campanas hay aspilleras con forma de gota y en uno de sus lados del cuerpo inferior existe otra con forma de margaritas.[2]